# Орбасано
Орбасано (на италиански: Orbassano, на пиемонтски: Orbassan, Орбасан) е град и община в Метрополен град Торино, регион Пиемонт, Северна Италия. Намира се 15 км югозападно от град Торино. Към 1 януари 2020 г. населението му е 23 324 души, от които 1146 са чужди граждани.